# Bernsdorf (Alta Lusàcia)
Bernsdorf (alt sòrab: Njedźichow) és un municipi alemany que pertany a l'estat de Saxònia. Està situat a 12 kilòmetres al nord de Kamenz, i a 15 km al sud-oest de Hoyerswerda. Comprèn els nuclis de Waldhof (des de 1950), Zeißholz (Ćisow, des de 1994), Großgrabe (Hrabowa, des de 1997) i Straßgräbchen (Nadrózna Hrabowka, des de 2007).

## Agermanaments
- Quinsac
- Steinenbronn